# ФК Рајо Ваљекано
ФК Рајо Ваљекано (шп. Rayo Vallecano de Madrid) је шпански фудбалски клуб из насеља Ваљекас у Мадриду. Клуб је основан 1924. под именом Ел Рајо (Agrupación Deportiva El Rayo), док име Рајо Ваљекано носи од 13. новембра 1947. године. Тренутно се такмичи у Првој лиги Шпаније.